# Snark Saga
Snark Saga est une bande dessinée en deux tomes.

## Synopsis
Des navires disparaissent victimes de mystérieuses créatures...

## Caractéristiques
- Scénario : Patrick Cothias
- Dessin : Philippe Sternis

Bande dessinée fantastique/SF, publiée en 1982 (Snak Saga : L'oiseau bleu) et 1983 (Snark Saga : Le lapin blanc).
"Snark" est la contraction de (en) Snake (serpent) et (en) Shark (requin).